# 于鸿礼
于鸿礼（1931年8月—），辽宁丹东人，中国人民解放军少将。
1947年8月，参加中国人民解放军。1983年3月至1985年7月，任陆军第69军军长。1985年7月，任山西省军区司令员（罗敬辉为政委）。1985年12月至1992年，任中共山西省委常委。1988年9月授予少将军衔。此外他还是中共十二届中央候补委员。